# Ivatuba
Ivatuba é um município brasileiro do estado do Paraná. Integra a Região Metropolitana de Maringá.

## Toponímia
Ivatuba é vocábulo tupi que significa pomar, assim como Ibatiba. De ybá: árvore frutífera, fruto; e tyba: sítio onde há muita abundância de alguma coisa.

## História
Os primeiros desbravadores surgiram na região em abril de 1948, quando efetuaram a abertura de uma "picada" na Água Paiçandu e iniciaram a formação de uma lavoura de café.
Em 1949, com o crescimento do contingente populacional, iniciou-se o traçado urbano de um patrimônio que atraiu mais emigrantes, vindos principalmente de Santa Catarina.
Criado através da Lei Estadual nº4245, de 25 de julho de 1960, e instalado em 18 de novembro de 1961, foi desmembrado de Maringá.

## Geografia
Possui uma área de 96,786 km² representando 0,0486 % do estado, 0,0172 % da região e 0,0011 % de todo o território brasileiro. Localiza-se a uma latitude 23°37'08" sul e a uma longitude 52°13'15" oeste, estando a uma altitude de 340 metros. Sua população estimada em 2010 é de 3.003 habitantes.[carece de fontes?]

### Demografia
Dados do Censo - 2000
População total: 2.796
- Urbana: 1.926
- Rural: 870
- Homens: 1.347
- Mulheres: 1.449

Índice de Desenvolvimento Humano Municipal (IDH-M): 0,768
- IDH-Renda: 0,700
- IDH-Longevidade: 0,722
- IDH-Educação: 0,882